# George Pearce
George Foster Pearce (ur. 14 stycznia 1870 w Mount Barker, zm. 24 czerwca 1952 w Melbourne) – australijski polityk.
W czasie trwającej blisko pięćdziesiąt lat kariery zajmował szereg stanowisk rządowych, m.in. ministra spraw zagranicznych oraz czterokrotnie ministra obrony. Należą do niego dwa niepobite do dzisiaj rekordy w historii australijskiej polityki: nikt inny nie zasiadał przez tak długi czas w Senacie (37 lat) ani też nie spędził tyle czasu w gabinecie federalnym (łącznie 24 lata i siedem miesięcy, choć z przerwami).

## Życiorys

### Pochodzenie i młodość
George Foster Pearce urodził się w Australii Południowej, w rodzinie o korzeniach kornwalijskich. Formalną edukację zakończył jako jedenastolatek. Początkowo pracował jako robotnik rolny, a następnie przyuczył się do zawodu stolarza. Podczas kryzysu gospodarczego, jakiego kolonie brytyjskie na kontynencie australijskim doświadczyły w pierwszej połowie lat 90. XIX wieku, stracił pracę i wyjechał za chlebem do Australii Zachodniej. Tam bardzo mocno zaangażował się w działalność związków zawodowych.

### Kariera polityczna
W 1893 znalazł się w grupie założycieli Postępowej Ligi Politycznej, regionalnej organizacji politycznej z Australii Zachodniej, która z czasem włączyła się w struktury tworzonej właśnie Australijskiej Partii Pracy (ALP). Po powstaniu Związku Australijskiego, w 1901 wystartował w barwach ALP w pierwszych federalnych wyborach parlamentarnych i został jednym z senatorów reprezentujących Australię Zachodnią. Sprawował następnie swój mandat w federalnej izbie wyższej nieprzerwanie aż do 1938 roku. W 1908 po raz pierwszy wszedł do rządu jako minister obrony w pierwszym gabinecie Andrew Fishera. Opuścił to stanowisko w 1909, lecz w latach 1910–1913 pełnił je ponownie. We wrześniu 1914 po raz trzeci stanął na czele resortu obrony i pozostał na tym stanowisku aż do 1921 roku, odpowiadając za sprawy wojskowe przez cały czas trwania I wojny światowej. Gdy w 1915 Andrew Fisher opuścił fotel premiera i zarazem lidera ALP, a jego miejsce zajął Billy Hughes, Pearce został wiceliderem partii u jego boku. W listopadzie 1916 w szeregach ALP nastąpił rozłam, zaś Pearce znalazł się w grupie działaczy, która odeszła z partii wraz z premierem Hughesem. Środowisko to początkowo zorganizowało się w Narodowej Partii Pracy, a w lutym w 1917 połączyło się z dotychczasową Związkową Partią Liberalną, tworząc nowe ugrupowanie pod nazwą Nacjonalistyczna Partia Australii.
W 1921 Pearce został przeniesiony do resortu spraw wewnętrznych i terytoriów, którym kierował do 1926 roku. Następnie w latach 1926–1929 zasiadał w gabinecie jako wiceprzewodniczący Federalnej Rady Wykonawczej. W 1932 na australijskiej prawicy nastąpiły kolejne przekształcenia, w wyniku których rolę głównego ugrupowania po tej stronie sceny politycznej przejęła Partia Zjednoczonej Australii i Pearce także znalazł się w jej szeregach. W tym samym roku powrócił do rządu po trzyletniej przerwie, obejmując po raz czwarty w swej karierze stanowisko ministra obrony. W 1934 przeszedł do resortu spraw zagranicznych i jednocześnie został ministrem ds. terytoriów. W 1937 nie zdołał uzyskać w wyborach kolejnej reelekcji, przez co został zmuszony do przejścia na emeryturę.
Ostatnie lata życia spędził w Melbourne, gdzie zmarł w 1952 w wieku 82 lat. Jego ciało poddano kremacji, a następnie pochowano z najwyższymi honorami państwowymi. Tuż przed śmiercią cieszył się statusem ostatniego żyjącego członka Senatu Australii I kadencji.

## Odznaczenia i upamiętnienie
W 1927 został odznaczony Królewskim Królewskim Orderem Wiktoriańskim klasy Rycerz Komandor, co dało mu prawo do używania przed nazwiskiem tytułu Sir. Jego imieniem nazwane zostały m.in.: okręg wyborczy Pearce, RAAF Base Pearce (główna baza Royal Australian Air Force w stanie Australia Zachodnia), a także jedna z dzielnic Canberry.